# Nassif Ghoussoub
Nassif Ghoussoub (* 9. November 1953 in Ségou) ist ein kanadischer Mathematiker, der Professor an der University of British Columbia ist. Er befasst sich mit nichtlinearer Analysis und Partiellen Differentialgleichungen.

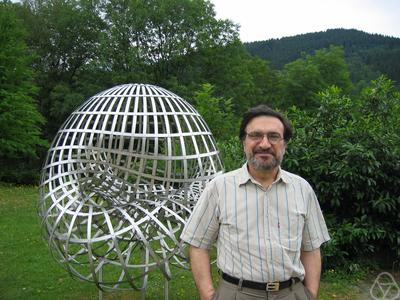
Nassif Ghoussoub, Oberwolfach 2005

Ghoussoub studierte an der Universität Paris VI, wo er 1979 bei Gustave Choquet promoviert wurde. Er ist Distinguished University Scholar an der University of British Columbia und ab 2008 in deren Board of Governors.
2007 erhielt er den Jeffery-Williams-Preis und 1990 den Coxeter-James-Preis. 2012 wurde er Fellow der American Mathematical Society und er ist Fellow der Royal Society of Canada (1994). 1992 war er Killam Fellow. Er ist Ehrendoktor der Universität Paris-Dauphine und der University of Victoria. 2012 erhielt er die Queen Elizabeth II Diamond Jubilee Medal. Für 2019 wurde Ghoussoub der CRM-Fields-PIMS Prize zugesprochen.
1996 bis 2003 war er Gründungsdirektor des Pacific Institute for the Mathematical Sciences und 2004 war er Gründer der Banff International Research Station, deren Direktor er ist.

## Schriften
- mit A. Moradifam: Functional Inequalities: New Perspectives and New Applications, American Mathematical Society 2013
- mit P. Esposito, Y. Guo: Mathematical Analysis of Partial Differential Equations Modeling Electrostatic MEMS, Courant Lecture Notes 20, 2010
- Self-dual Partial Differential Systems and Their Variational Principles, Springer Monographs in Mathematics, Springer Verlag 2008
- mit F. Robert: Concentration estimates for Emden-Fowler Equations with boundary singularities and critical growth, International Mathematics Research Papers 2006
- Duality and Perturbation Methods in Critical Point Theory. Cambridge Tracts, Cambridge University Press 1993
- mit G. Godefroy, B. Maurey, W. Schachermayer: Some Topological and Geometrical Structures in Banach Spaces, Memoirs AMS 70, 1987
- mit B. Maurey: {\displaystyle H_{0}}-embeddings in Hilbert space and Optimization on {\displaystyle G_{0}}-sets, Memoirs AMS 349, 1986